# Róbert Vittek
Róbert Vittek (Bratislava, Eslovaquia; 1 de abril de 1982) es un exfutbolista eslovaco. Jugó de delantero y su último equipo fue el Slovan Bratislava.

## Selección nacional
Ha sido internacional con la selección de fútbol de Eslovaquia, ha jugado 74 partidos internacionales y ha anotado 23 goles, siendo el máximo goleador de su selección de la Copa Mundial de Fútbol de Sudáfrica 2010 con cuatro goles.
Fue uno de los 23 jugadores elegidos por Vladimír Weiss para disputar la Copa Mundial de Fútbol de 2010, en la que sería su primera participación en una Copa del Mundo. Anotó su primer gol el 15 de junio de 2010 en el empate de su selección a 1 frente a Nueva Zelanda en el minuto 50 del partido. En el importante partido que Eslovaquia jugó frente a Italia, Vittek anotó los 2 primeros de los 3 goles del combinado eslovaco, ganando finalmente por 3-2 y clasificándose para octavos de final eliminando a los italianos. Por primera vez en octavos de final en su historia, Eslovaquia se vería emparejada con la selección de fútbol de los Países Bajos. En ese partido, Vittek anotó de penalti el 2-1 definitivo en el marcador, que dejaría a su selección eliminada del Mundial 2010.

### Participaciones en Copas del Mundo
| Mundial                        | Sede      | Resultado        | Partidos | Goles |
| ------------------------------ | --------- | ---------------- | -------- | ----- |
| Copa Mundial de Fútbol de 2010 | Sudáfrica | Octavos de final | 4        | 4     |

### Goles enCopas del Mundo
| # | Fecha     | Lugar                                         | Oponente      | Marcador | Resultado | Competición  |
| - | --------- | --------------------------------------------- | ------------- | -------- | --------- | ------------ |
| 1 | 15-6-2010 | Royal Bafokeng Stadium, Rustenburg, Sudáfrica | Nueva Zelanda | 0–1      | 1–1       | Mundial 2010 |
| 2 | 24-6-2010 | Ellis Park Stadium, Johannesburgo, Sudáfrica  | Italia        | 1–0      | 3–2       | Mundial 2010 |
| 3 | 24-6-2010 | Ellis Park Stadium, Johannesburgo, Sudáfrica  | Italia        | 2–0      | 3–2       | Mundial 2010 |
| 4 | 28-6-2010 | Moses Mabhida Stadium, Durban, Sudáfrica      | Países Bajos  | 2–1      | 2–1       | Mundial 2010 |

## Clubes
| Club                         | País       | Año       |
| ---------------------------- | ---------- | --------- |
| Slovan Bratislava            | Eslovaquia | 1999-2003 |
| FC Nurenberg                 | Alemania   | 2003-2008 |
| Lille OSC                    | Francia    | 2008-2010 |
| Ankaragücü                   | Turquía    | 2010-2011 |
| Trabzonspor                  | Turquía    | 2011-2013 |
| İstanbul Başakşehir FK       | Turquía    | 2013      |
| Slovan Bratislava            | Eslovaquia | 2013-2016 |
| Debreceni Vasutas Sport Club | Hungría    | 2016      |
| Slovan Bratislava            | Eslovaquia | 2017-2019 |

## Palmarés

### Distinciones individuales
| Distinción                  | Año  |
| --------------------------- | ---- |
| Futbolista Eslovaco del año | 2006 |